# Liste der Geotope in Heidelberg
Diese sortierbare Liste der Geotope in Heidelberg enthält die Geotope des baden-württembergischen Stadtkreises Heidelberg, die amtlichen Bezeichnungen für Namen und Nummern sowie deren geographische Lage. Die Geotope sind im Geotop-Kataster Baden-Württemberg dokumentiert und umfassen Aufschlüsse von Gesteinen, Böden, Mineralien und Fossilien sowie besondere Landschaftsteile.

## Liste
Im Stadtkreis sind 28 Geotope (Stand 24. Mai 2021) offiziell vom Landesamt für Geologie, Rohstoffe und Bergbau (LGRB) ausgewiesen:
| Steckbrief Nr. (PDF) | Name                                                                                    | Geotoptyp                            | Gemeinde/Stadt, Gemarkung | Koordinaten                                                                                 | Bild | Bemerkungen |
| -------------------- | --------------------------------------------------------------------------------------- | ------------------------------------ | ------------------------- | ------------------------------------------------------------------------------------------- | ---- | --- |
| 1306                 | Lössaufschluss beim ehem. Hotel Haarlaß                                                 | Aufschluss                           | Heidelberg                | 49° 25′ 15,8″ N, 8° 43′ 40,7″ O                                                             |      | Geologische Einheit: Löss |
| 1307                 | Teufelskanzel, Heidelberg                                                               | Felsformation                        | Heidelberg                | 49° 25′ 1,9″ N, 8° 44′ 7,6″ O                                                               |      | Geologische Einheit: Heidelberger Granit Status: geschützt (Naturdenkmal Teufelskanzel und Umgebung)                                          |
| 1308                 | Meutersloch, Heidelberg-Ziegelhausen                                                    | Höhle                                | Heidelberg                | 49° 25′ 2,2″ N, 8° 46′ 8,6″ O                                                               |      | Geologische Einheit: Mittlerer Buntsandstein Status: geschützt (Naturdenkmal Meutersloch)                                                     |
| 1309                 | Riesenstein, Heidelberg                                                                 | Felsformation                        | Heidelberg                | 49° 24′ 26,3″ N, 8° 42′ 13,2″ O                                                             |      | Geologische Einheit: Unterer Buntsandstein Status: Geschützt (Naturdenkmal Riesenstein Stadtwald)                                             |
| 1310                 | Felsenmeer am Jägerfelsen, Heidelberg-Ziegelhausen                                      | Landschaftselement                   | Heidelberg                | 49° 24′ 22,5″ N, 8° 47′ 13,3″ O                                                             |      | Geologische Einheit: Mittlerer Buntsandstein Status: geschützt (Naturdenkmal Felsenmeer Jägerfelsen)                                          |
| 1311                 | Felsenmeer, Granitklippe Russenstein, Naturpark Michelsbrunnen                          | Naturschutzgebiet (Drei Teilgebiete) | Stadtkreis Heidelberg     | 49° 24′ 17,3″ N, 8° 44′ 43,5″ O 49° 25′ 13″ N, 8° 43′ 33″ O 49° 23′ 15,3″ N, 8° 44′ 45,8″ O |      | Geologische Einheit: Mittlerer Buntsandstein, Granit Status: geschützt (Naturschutzgebiete Felsenmeer, Russenstein, Naturpark Michelsbrunnen) |
| 1312                 | Dolinen im Emmertsgrund, Heidelberg-Rohrbach                                            | Dolinen                              | Heidelberg                | 49° 21′ 51,3″ N, 8° 42′ 24,5″ O                                                             |      | Geologische Einheit: Löss Status: geschützt (Naturdenkmal Dolinen Emmertsgrund)                                                               |
| 1313                 | Aufg. Steinbruch Ziegelhausen, gegenüber der Schleuse                                   | Aufschluss                           | Heidelberg                | 49° 24′ 13,7″ N, 8° 46′ 49,3″ O                                                             |      | Geologische Einheit: Mittlerer Buntsandstein Status: mit geschützt (NSG Ehemaliger Buntsandsteinbruch an der Neckarhalde)                     |
| 1315                 | Aufg. Steinbruch im Sengessellochtal                                                    | Aufschluss                           | Heidelberg                | 49° 26′ 19″ N, 8° 44′ 25″ O                                                                 |      | Geologische Einheit: Quarzporphyr |
| 1316                 | Aufschluss im Hohlweg NE des Friedhofs von Handschuhsheim                               | Aufschluss                           | Heidelberg                | 49° 26′ 5″ N, 8° 41′ 31,4″ O                                                                |      | Geologische Einheit: Rotliegend |
| 1317                 | Aufschlüsse an 7 Kehren des Valerieweg zum Wolfsbrunnenweg                              | Aufschluss                           | Heidelberg                | 49° 24′ 54,7″ N, 8° 43′ 21″ O                                                               |      | Geologische Einheit: Heidelberger Granit |
| 1318                 | Aufschlüsse am Fußweg unterhalb und bei der Scheffelterrasse des Heidelberger Schlosses | Aufschluss                           | Heidelberg                | 49° 24′ 45,9″ N, 8° 43′ 8,1″ O                                                              |      | Geologische Einheit: Heidelberger Granit |
| 1319                 | Aufschluss im Heidelberger Schlossgraben                                                | Aufschluss                           | Heidelberg                | 49° 24′ 35,5″ N, 8° 42′ 55,8″ O                                                             |      | Geologische Einheit: Grenze Grundgebirge Deckgebirge                                                                                          |
| 1320                 | Aufg. Steinbruch Kammerforst SSO des Heidelberger Schlosses                             | Aufschluss                           | Heidelberg                | 49° 24′ 20,3″ N, 8° 43′ 4,3″ O                                                              |      | Geologische Einheit: Unterer Buntsandstein |
| 1321                 | Stillgelegter Steinbruch im Höllenbachtal im Nordosten von Handschuhsheim               | Aufschluss                           | Heidelberg                | 49° 26′ 25″ N, 8° 41′ 21,8″ O                                                               |      | Geologische Einheit: Quarzporphyr, (Rhyolith)                                                                                                 |
| 1322                 | Kiesgrube am Grenzhof                                                                   | Aufschluss                           | Heidelberg                | 49° 25′ 27,1″ N, 8° 34′ 56,1″ O                                                             |      | Geologische Einheit: Pleistozäne Neckarschotter                                                                                               |
| 1323                 | Aufg. Steinbruch am SE-Fuß des Apfelkopfs in Peterstal beim Haus Peterstaler Str. 216   | Aufschluss                           | Heidelberg                | 49° 26′ 7,7″ N, 8° 44′ 57,9″ O                                                              |      | Geologische Einheit: Quarzporphyr |
| 1324                 | Stillgelegter Mausbachstollen im Mausbachtal bei Ziegelhausen                           | Stollen                              | Heidelberg                | 49° 25′ 40,7″ N, 8° 43′ 51″ O                                                               |      | Geologische Einheit: Zechstein |
| 1325                 | Aufg. Steinbrüche und Halden ENE der Schwedenschanze                                    | Aufschluss                           | Heidelberg                | 49° 25′ 30,4″ N, 8° 43′ 53,5″ O                                                             |      | Geologische Einheit: Unterer Buntsandstein |
| 1326                 | Straßenböschung ca. 500 m W des P. 230,8 auf dem Büchsenacker                           | Aufschluss                           | Heidelberg                | 49° 25′ 16,5″ N, 8° 44′ 29,8″ O                                                             |      | Geologische Einheit: Biotitgranit |
| 1327                 | Aufg. Steinbruch ca. 200 m ENE der Bismarcksäule                                        | Aufschluss                           | Heidelberg                | 49° 25′ 0,3″ N, 8° 42′ 8″ O                                                                 |      | Geologische Einheit: Unterer Buntsandstein |
| 1328                 | Felsböschung an der östl. Kehre des Albert-Überle-Wegs                                  | Aufschluss                           | Heidelberg                | 49° 24′ 51,2″ N, 8° 41′ 58,2″ O                                                             |      | Geologische Einheit: Unterer Buntsandstein |
| 1329                 | Wegböschung und Steinbruch am S-Hang des Hahnbergs E von Ziegelhausen                   | Aufschluss                           | Heidelberg                | 49° 25′ 1,5″ N, 8° 46′ 12,6″ O                                                              |      | Geologische Einheit: Unterer Buntsandstein |
| 1330                 | Straßenböschung ca. 750 m E der Neckarbrücke von Ziegelhausen (ehem. Schokoladenfabrik) | Aufschluss                           | Heidelberg                | 49° 24′ 52,2″ N, 8° 46′ 30,5″ O                                                             |      | Geologische Einheit: Unterer Buntsandstein |
| 1331                 | Aufg. Steinbrüche am Friesenweg ca. 100 m S des Heidelberger Schlosses                  | Aufschluss                           | Heidelberg                | 49° 24′ 32″ N, 8° 42′ 56,8″ O                                                               |      | Geologische Einheit: Unterer Buntsandstein |
| 1332                 | Felsböschung an der Bahnüberführung ca. 100 m E des Hotels Molkenkur                    | Aufschluss                           | Heidelberg                | 49° 24′ 24,5″ N, 8° 42′ 53,9″ O                                                             |      | Geologische Einheit: Unterer Buntsandstein |